# Utricularia pobeguinii
Utricularia pobeguinii är en tätörtsväxtart som beskrevs av Pellegrin. Utricularia pobeguinii ingår i släktet bläddror, och familjen tätörtsväxter. Inga underarter finns listade i Catalogue of Life.